# Lijst van spelers van Jeunesse Esch
Deze lijst omvat voetballers die bij Jeunesse Esch spelen of gespeeld hebben. De spelers zijn gerangschikt volgens alfabet.

## A
- Cedric Anton
- Denis Agovic
- Mirko Albanese
- Edis Agovic
- Grégory Adler
- Yannick Afoun
- Paolo Amodio
- Mehmet Arslan
- Elvir Adrovic
- Aldin Avdic
- Beno Adrovic
- Eugène Afrika
- Alen Alomerovic
- Guy Allamano
- Ronny Alf
- Maikel Antunes
- Luca Altomare
- Christophe Araujo
- Erden Avdic
- Emile Antony

## B
- Yassine Benajiba
- Olivier Baudry
- Khalid Benichou
- Almin Babacic
- Benjamin Bousselin
- Cédric Bastos
- Rick Brito
- Yannick Bianchini
- Noah Bach
- Gordon Braun
- Martin Boakye
- Alexis Boury
- Jimmy Bazzuchi
- Yannick Breckler
- Steven Borges
- David Borbiconi
- Marcel Bossi
- Romain Blasi
- Jean-Pierre Barboni
- William Bianchini
- Arthur Bernard
- Eric Braun
- Abderrahim Boumaaza
- Dino Burzic
- Claudio Borges
- Luca Bernardini
- Ronny Bonvini
- Pascal Betis
- Alphonse Bourdeaux
- Daniel Bartolacci
- Jacques Bach

## C
- Manuel Cardoni
- Loic Cantonnet
- Dan Collette
- Ken Corral
- Marc Chauveheid
- Aydine Correia
- Amar Catic
- Luca Cogoni
- David Castellani
- Steve Codello
- Cedric Clerc
- Manuel Cuccu
- Yann Cantarelli
- Alexandre Cunha
- Mauro Castellani
- Dwain Cardoso
- Jean-Louis Chapelot
- Jean-Claude Cornaro
- Romeo Codello
- Pierrot Calzi

## D
- Sébastien Dufoor
- Ricardo Delgado
- Clayton de Sousa
- Raphael de Sousa
- Nenad Dragovic
- Illario Deidda
- Luca Duriatti
- Sébastian Do Rosario
- Andrea Deidda
- Frank Devas
- Aurélien Douret
- Patrick de Jesus
- Daniel de Macedo
- Fabio d'Alessandro
- Julien Deharchies
- Philippe Dillmann
- Filipe Dias
- Dinis De Sousa
- Dany de Sousa
- Kevin dos Santos
- Luca Di Pentima
- Gilbert Dussier
- Robert Da Grava
- Raymond Denis
- Patrick de Biasio
- Yves Divoy
- Mirzet Dragolovcanin
- Paolo da Silva
- Jordan di Biase
- Gianni di Pentima
- Jean-Paul Defrang
- Dominique Di Genova
- Daniel Drouet
- Carlos de Oliveira

## E
- Omar Er Rafik
- Gilles Even
- James Essombo
- Pierre Err

## F
- Thomas Fullenwarth
- Alessandro Fiorani
- Joé Flick
- Philippe Felgen
- Philippe Freitas
- Lucas Fox
- Daniel Ferrassini
- Edgar Feteiro
- Enrico Francinella
- Luis Ferreira
- Fabio Ferreira
- Guy Feller

## G
- Daniel Gomez
- Hugo Gonçalves
- Stéphane Gillet
- Nabil Guelsifi
- Keiven Goncalves
- Glenn Gomes
- Yannick Gorino
- Corentin Gata
- Christophe Gavazzi
- Yannick Gomes
- Claude Ganser
- Jean-Luc Guillot
- Jason Georg
- Pedro Gomes
- Nelson Gameiro
- Robert Giuliani

## H
- Eric Hoffmann
- Samuel Hargarten
- Bernhard Heinz
- René Hoffmann
- Jean-Pierre Hoffmann
- Johny Hoffmann
- Victor Heinen
- Christian Hoffmann
- Pierre Hoscheid
- Jean-Pierre Hnatow
- Théo Heppner
- Marco Heyar

## I
- Sanel Ibrahimovic
- Luca Ivesic
- Ilyas Izri

## J
- Youri Jaerling
- Alexis Karim Jeddi
- Wladislaw Janik
- Ernest Jann
- Carlo Jungbluth
- Klaus Jakobi

## K
- Lazare Kupatadze
- Kim Kintziger
- Frederick Kyereh
- Johannes Kühne
- Almir Klica
- Valentin Kouamé
- Almin Kozar
- Gilles Krecke
- Spitz Kohn
- Claude Kurtz
- Bryan Kutzner
- Adrien Koster
- Henri Kosmala
- René Kaufmann
- Yves Kemp

## L
- Claudio Lombardelli
- Emmanuel Lapierre
- Antonio Luisi
- Kevin Lourenco
- Tim Lehnen
- Jérémy Laroche
- Charles Leweck
- Alphonse Leweck
- Mickaël Leoni
- Ludovic Laruell
- Aldin Latic
- Benoît Lahery
- Patrick Lassine
- Marc Lamborelle
- Luca Locatelli
- Moreno Lombardelli
- Romario Lima
- Chris Laux
- Kim Logelin
- Asmir Licina
- Lisandro Lopes
- Ivanilson Lopes
- Jean Lieners
- Alain Lucciarini
- Pierre Langer

## M
- Damien Miceli
- Arsène Menessou
- Kevin Martin
- Marvin Martins
- Bryan Melisse
- Grégory Molnar
- Hakim Menai
- Yannick Makota
- Massimo Martino
- Edvin Muratovic
- Belmin Muratovic
- Manuel Morocutti
- Robin Mertinitz
- Hachem Mihoubi
- Gilles Meurisse
- Christian Mertens
- Alison Martins
- Halim Meddour
- Philippe Moreira
- Nimon Muslji
- Raoul Majerus
- Giacomo Marinelli
- Rudy Marchal
- Laurent Mariani
- Laurent Mond
- Fabrice Muller
- David Mendes
- Thomas Manzetti
- Amadou Meïté
- Jo Metzler
- Patrick Morocutti
- Denis Mogenot
- Jacques Muller
- Hubert Meunier
- Robert Mond
- Paul May
- Jules Meurisse
- Sauro Marinelli
- Claude Meylender
- Miguel Rosas
- Patrick Monteiro
- Vito Marchione
- Patrick Meyers
- Donato Mancini
- Samuel Mendes
- Daniel Mabenga
- Michel Muller
- Julien Mendy
- Jang Mond
- Josy Melde
- Mario Morocutti
- Paul Moquin
- Léon Mond

## N
- Dieumerci Ndongala
- Momar N'Diaye
- Jean Noël
- Omar Natami
- Romain Ney
- Tom Nilles
- Duy Nguyen
- Laurent Nardecchia
- Ludovic Neis
- Dylan Ndjo
- Steve Nunes
- Laurent Nigra

## O
- Marc Oberweis
- Martin Ontiveros
- Danilo Ontano
- Pedro Miguel Oliveira

## P
- Cyrille Pouget
- Pierre Piskor
- René Peters
- Stéphane Piron
- Serdo Pupovac
- Ben Payal
- Joël Pedro
- Adrien Portier
- Laurent Pellegrino
- Jérémie Peiffer
- Jonathan Proietti
- Giancarlo Pinna
- Carlo Pace
- Steve Peiffer
- Thomas Papadopoulos
- Daniel Primc
- Dylan Proietti
- Bruno Miguel Pinto
- Pierre Petry
- René Pascucci
- David Purgatorio
- Claude Pourchaux
- Demy Peiffer
- Carlos Pinto
- Serge Pigat
- Romain Pavant
- Dominique Pfeiffer

## Q
- Frankie Quéré
- René Quintus

## R
- Levy Rougeaux
- Dzenid Ramdedovic
- Henid Ramdedovic
- Valentin Roulez
- Claude Reiter
- Sacha Rohmann
- Meris Ramdedovic
- Steeves Rouillon
- Roxan Rodriguez
- Christopher Rein
- Patrick Romitelli
- Chico Rohmann
- Serge Roques
- Miguel Rosas
- Edouard Reding
- René Richelli
- Raymond Ruffini
- Norbert Reiland
- Fabrizio Rinaldis

## S
- Kévin Sommer
- Johannes Steinbach
- Ashot Sardaryan
- Desire Segbe
- Patrick Stumpf
- David Soares
- Chris Stumpf
- Ernad Sabotic
- Damian Stoklosa
- Chris Sagramola
- Cedric Soares
- Admir Sabotic
- Denis Stumpf
- Manou Schauls
- Sébastien Scherer
- Miguel Santos
- Yan Sagramola
- Haris Sabotic
- Yannick Schlentz
- Sascha Schneider
- Gregory Servais
- Brandon Soares
- Jesse Schaaf
- Roland Schaack
- Amédé Suzzi
- Kevin Simoes
- Andre Agostinho Silva
- Denis Scuto
- Theo Scholten
- Gary Schmitz
- Jeannot Schaul
- Paul Steffen
- Albert Schaack
- Irfan Selimovic
- Elber Shuki
- Gianni Sagrafena
- Marlon Spautz
- Hasib Selimovic
- Armand Strunz
- Leon Schmit
- Gérard Simon
- Jean-Marie Strotz
- Manou Scheitler
- Jeff Simon
- Jean Schuller
- Ralph Schiltz

## V
- Alexandre Vitali
- Hugo Vieira
- John van Rijswijck
- Jedilson Varela
- Ivan Vitali
- Daniel Vieira
- Bruno Vieira
- Claudio Viola

## W
- Niki Wagner

## Z
- Jonathan Zydko
- Matthieu Zeimet
- André Zwally
- Claude Zwally